# Juraj Lani
Juraj Lani, névváltozatok: Lani György; Lányi; Lány; Láni (Tepla vagy más források szerint Teplice (Trencsén megye), 1646. – Lipcse, 1701. január 24.) bölcseleti doktor, evangélikus lelkész.

## Életrajza
Gyermekkorában sok veszélyes betegségen ment keresztül, különösen a nyavalyatörés kínozta. Apját igen korán vesztette el és neveltetéséről anyja gondoskodott, akit az 1660-ban dühöngő török háború alkalmával a tatárok ölték meg. Lani iskoláit több helyen és sok viszontagsággal küzdve végezte. Tanuló korában szemének gyöngesége nagyon akadályozta a haladásban; később hályog kezdett rajta kifejlődni; azonban a tudományos pályától nem volt képes megválni, s az egyházi pályára készült. Nyolc évi szenvedés után teljesen visszanyerte szeme világát.
Szorgalma miatt számos pártfogókra talált, akiknek segítségével aztán kimehetett a wittenbergi egyetemre is. Nevelőnek állott be Rostockban, Brand Dávid városi tanácsos gyermekei mellé, majd Rabe Ulrik, mecklenburgi nemes hívta meg nevelőnek. Félévi itt tartózkodása után egész testét kelések borították el; s mivel e bajból nem sikerült kigyógyulnia, hazájába visszatért és Korponára ment tanítónak, ahol három évig működött, egyszersmind lelkészi hivatalt is viselt.
Amikor a protestáns lelkészeket és tanítókat a pozsonyi választmányi törvényszék elé idézték, 1674. március 5-én ő is megjelent és halálra ítélték; azonban nyolc hétig szabadon járt a városban, mire őt is vasra verték és a pozsonyi várba zárták; júniusban Berencsvárba (Morvaország) vitték; kilenc hónapi fogság után innen, 1675 márciusában Schottwienbe (Alsó-Ausztria) és 14 nap múlva Olaszországba, gályarabságra Capra-Cottába (Nápolytól 6 mérföld) kísérték. Itt április 28-án láncaitól megszabadulva, őreinek figyelmét kikerülve, megszökött és az erdőben bujdosott; élelmét koldulással kereste és Róma felé vette útját, ahova sok szenvedés közt május 21-én megérkezett, majd utcai énekléssel keresvén kenyerét, eljutott Velencébe, s hazájába Kőszegre; itt már híveire talált, akik elkísérték Sopronba Lang Mátyáshoz; azután Berencsre ment, hogy otthagyott irományait elhozza, s ismét vissza Sopronba, Innen Knopff Jeremiás kereskedő magával vitte Bécsbe és kiküldte Szászországba, Lipcsébe, ahol, miután az egyetemen bölcseleti doktorrá avatták, megállapodott. Külföldön a tudományokkal foglalkozott: latin és német munkákban leírta szenvedéseit és üldöztetésének történetét.

## Művei
- Dispuatio Physica Prima De Stillcido Sangvinis Ex Interemti Hominis Cadavere, Praesente Occisore, Qvam Athenis Levcoreis Praeses M. GothofredusVoigt ... & Respondens Georgius Lani ... In publicae ventilationis solem exponent Ad. D. 28. Septemb. Anni O. R. 1667. Wittenbergae M.DC.LXVII
- Diascepsis Theologica De Mysterio Incarnationis Του Δογου Auxiliatrice Ejusdem Gratiâ, In ... Witteberg. Athenaeo, Praeside ... Johanne Deuschmann ... Autore Responsuro ... Ad Diem 28. Maij M.DC.LXVIII. Uo.
- Kurtzer und doch warhafftiger Historischer Extract de grausamen und fast unerhörten Papistischen Gefängnüsz, Welche mit denen Ein und Siebenzigen, auff unterschiedlichen Schlössern und Festungen in Ungern, in unerträglichen Verhafft gehaltenen Weltbeschrienen Gefangenen, aus Gottes Verhängnüsz leider! betroffen Einen Gott- und der reinen Evangelischen Kirchen treugewesten Schul-Rectorem In der vornehmen Berg- und Gräntz-Stadt Corpona, unter denen Ungarischen Berg-Städten, Namens ... von ihme selbst zu einem Vortrab beschrieben, mit Versprechung des umbständlichen und völlichen Berichts (Lipcse), 1675 (2. kiadás Uo. 1676. két kiadás, 1680., 1683., 1684., 1696. Uo. Ezen munkát illető: Animadversiones ... Uo. 1676. Névtelen szerzők: Sexti János és Burius János)
- Onomasticon Ad Fausto sidere exortum Natalem Per-Illustris... Dni Hermanni à Wolfframsdorff, Dynastae Mügeliani ... Erectum à ... Dresdae, 1676
- Martyrum Protectoris, Consulatoris et Assertoris. Narratio Historica, Crudelissimae & ab Hominum memoria nunquam auditae Captivitatis Papisticae, necnon ex eadem Liberationis Miraculosae... (Lipcse), 1676
- Specimen Academicum, De Virtute Heroica, In celeberrima Philurea, Indultu & Autoritae Ampliss. Facultatis Philosophicae, Praeses M. Georgius Lani... Publicae Philosophorum Censurae subjicit Anno M.DC.LXXXVI. die 23. Mensis Septembris. Lipsiae, 1676
- Ευϕημια Aggratulatiroa Sub Divinae Providentiae Labaro Annuente-Serenissimi Electoris Saxoniae Suffragio Novis Honoribus Perillustris ... Dn. Hermanni A. Wolfframbsdorff Dynastae Territoriorum Mügeliani ... Domini Sui Gratiosissimi, Dum In Augusta Aula Electorali Supremus Mareschalcus Anno... M.DC.LXXVII. Die XXVI. Sept. renunciaretur... Lipsiae
- Disputatio Logica De Circulo Sophistico In Celeberrima Academia Lipsiensi, Pro Loco More Maiorum In Inclyta Eadem Facultate obtinendo, Priori Censurae ... subjecta... 1677. Die 17. Nov. Uo.
- Thraso Papae-Jesutificus. Oder Kurtze und Nothwendige Vertheydigung Eines Historischen Extracts von der Papistischen Gefängniss M. Georgii Lani ausz Ungarn. Wider etliche unselige Auflagen und gantz unverdiente Beschuldigungen eines Jesuwiten Georgii Heidelbergeri, Dom-Predigers in Augspurg, So er vor etlichen Tagen in Seinen sehr greulichen Schmach und Laster-Charten, unter dem Titel Georgius Antillani wider Georgium Lani &c. ausz lauter hohem Thrasonischen Ubermuth gantz freventlich auszgestreuet hat. Zu steuer der Warheit vnd Rettung so wohl der Evangelischen Religion, als seinereigenen Unschuld Vortrabs weise an Tag gegeben (Lipcse), 1677
- Επος ελληνικορωματον συνηδομενον Ad Πλειαδα Vitorum Plurimum Reverendorum, Amplissimorum & Excellentissimorum Dn. M. Johannem Georgium Rothe, Eccles. Leitenberg. Pastor. & Ephor. Rudelstad. Adjunct. meritiss. Dn. M. Johannem Chremnitz Ecclesiae Beruthensis Pastorem, Vicinarumque Superint. vigilantiss. Dn. M. Danielen Griebner Ecclesiae Lipsiensis in Patria ad D Nicolai Ecclesiastem dignissimum Dn. Adamum Rechenberg, in Acad. Lips. Graecae Lingvae Prof. Publ. longè celeberrimum. Dn. M. Johann. Philippum Oheim, Eccl. Bornens. Pastorem vicinarumque Superint. gravissimum. Dn. M. Joh. Henr. Melissandrum, Eccl. Husanae Past. & Dioeces. Goth. & Vangenheim Adj. fideliss. Dn. M. Johannem Cyprianum, Phys. Prof. Publ. in hac Philyréa famigeratissimum. Cum Eis ritu solenni à Veneranda Facultate Theolog. in Celeberrima Academia Lipsiensi Anno M.DC.LXXVIII. Die XXII. August. Licentiaturae insignia Conferentur. Auctore ... Lipsiae
- Ευρημισμος Aggratululatorius Qvo Nobile Par Per-Eximiorum & Praestantissimorum Juvenum Dn. Johan. Jacobus Kramer, Et Dn. Johan. Ehrenfried Mayer, Lipsienses. Dum In Inclyta Academia Lipsiensi Summam Philosophiae Lauream Secundům capesserent Anno... M.DC.LXXVIII. Die XXXI. Januarii mactabantur à ... Uo.
- Συγχαρμα ελληνικο-ρωματον, Viorum Plurimům Reverendorum, ... Dn. Johanni Benedicto Carpzovio SS. Theol. Licentiato, ... Dn. Valentino Alberti ... Dn. Johanni Oleario... Cum Eos Ritu Solenni Veneranda Facultas Theologica In... Academia Lipsiensi Anno M.DC.LXXVIII. die XVI. Septemb. Doctores renunciasset, dicatum à... Uo.
- Επιϑαλαμιον Graeco-Latinum Solennitati Nuptiarum Viri ...Dni Jacobi Bornii Sponsi... Virgine Johanna Margaretha, Viri olim ... Dn. Andreae Winckleri... Filia, Sponsa, felicibus auspiciis celebravit, Anno ... M.DC.LXXIX. die XX. Octobr. consecratum à ... Uo.
- Μελος Ειρηνικον Actui Solemni Qvo 'Εξας Virorum Virtutis Et Doctrinae Splendore Praecellentium, Dn. Daniel AEgidius Henrici, Dn. Gothofredus Nicolaus Ittigius, Dn. Andreas Mylius, Dn. Wolffgangus Gabriel Pachebl, ... Dn. Fridericus Philippi & Dn. Henricus Samuel Eccold, Felicibus Auspiciis Ab Inclyta Facultate Juridica in ... Academia Lipsiensi Insignibus Doctoralibus Anno M.DC.LXXIX. die 8. Idus Novembris ornabatur dicatum à ... Uo.
- Διασκεψις Philosophiae Naturalis de Ungvento Armario, Qvo vulnera longè absentium sine contactu sanantur, Praeside... In celeb. Academia Lipsiensi à Christiano Schmer ... philosophantium limae subjecta, Anno ... M.DC.LXXX. Uo.
- Dispuatio V. Ad Controversiam I. Generalem De Ecclesia Repraesentativa In Concilis, Et Synthetica, Seu Per Orbem Diffusa Et Militante (Praeside Joh. Adamo Scherzero,) Respondente ... Uo. 1681 (Scherzer Ádám: Anti-Bellarminus... munkájában 307-392. I. jelent meg; így Uo. 1703-ban is)
- Hermathena Sive Orationes Panegyricae Diversi Argumenti Utpote 1. De Cometa nuper viso. 2. De Mysterio SS Trinitatis Ethnicis olim noto. 3. De Duello Herculis Germanici & Moustri Romani, h. e. Lutheri & Papae. 4. De Peregrinationis utilitate. 5. De Scholarum publicarum praestantia. 6. De Martyrio. 7. De Exilio. 8. De Morte, & 9. De origine ac CausisPestilentiae. Cum Notis Rhetoricis Et Philologicis Ex Variarum Disciplinarum peu depromptis, Omniumqve Facultatum Studiosis perqvàm utilibus. Uo. 1862 és 1683
- Agepetus Scholasticus Seductus & Reductus. Sen, Drama Scholatisticum De Agapeto, Qvem D. Johannes Apostolus in Filium adoptaverat, adoptatumq Praceptoribus informandum tradiderat, post vèro, ubi pravo sodalitio esset corruptus, ad bonam frugem reduxerat, Ex Eusebio Caesariensi desumptum. In Quo Prava Studiosae Pubis Corruptelae. Necnon Recta Instituendi Medela graphicè depingitur, Cum Juventute Scholastica Phrontisterii Nicolaitani, In Theatro productum à... Uo. 1685
- Agapetus Scholasticus seductus & reductus Das ist. Summarischer Inhalt einer Lateinischen Comoedie von Agapeto, Welchen der heilige Evangelist Johannes zu Epheso als einen Vater- und Muterlosen Jüngling nicht allein zu seinem Sohn angenommen. sondern auch fleissig zur Schule gehalfen; darinnen er auch im Anfang sich wohl hat angelassen, hernach aber durch böse Buben verführet, dasz er gar mit ihnen zum Strassenräuber zuworden. Endlich, nachdem er eine lange Zeit dis Handwerck getrieben, ist er von S. Joanne bekehret, und auf den rechten Weg wieder gebracht worden. Zusammen getragen aus der Kirchen-Historie des Eusebii Caesariansis am 22. Cap. Und zu einem Beyspiel der frommen und bösen Schüler auf öffentl. Theatro Mit der Schul-Jugend zu St. Nicolai vorgestellet. Uo. 1685
- Thres Charites Stylo diversae, Mente Pares, gratulantur Neogamis ... Dno M. Joachimo Ernesto Bergero... Pro-Rectori... & Virgini... Margarethae Mariae Hahrieniae dum Felicibus Auspiciis Solennia Nuptiarum celebarent ... Anno M.DCXCI. Die XXVIII. Decembr. Interprete... Coloniae Brandenburgiae
- Mausoleum Saxonicum Tripartitum. Seu Panegyrici Parentales. Anniversarii. Qvibus Seren. & Potent. Electorum Saxoniae, Lineae Albertinae, Vita. Mors & Res Gestae, Lipsiae in Templo Academico, Solennibus, Trium Annorum Panegyribus, Prosa & Carmine Heroico, sunt dicta & decantata. His acceserunt Notae Rhetoricae, Philologicae & Historicae. quae totum Reformationis B. Lutheri opus, Cum Statu Ecclesiae Lutheranae ad nostra usq. tempora exhibent Lipsiae, 1696 (a magyar nemzeti múzeumi példány 1695. évszámmal)
- Επιϑαλαμιον Sive Carmen Gratulatorium. Qva Misnia Sponsa Suum Neogamum... Principem... Fridericum Augustum. Regem Poloniarum... In Comitiis Dresdensibus... M.DC.XCIX die XXIX. Augusti excipiebat, Dum divinis auspiciis ex Polonia redux, eam reviseret, oblatum à ... Uo. (görög-latin költemény)

Üdvözlő verseket írt: Gallik A., Diascepsis ... Wittebergae, 1668.; Kochmeister S., Dissertatio ... Uo. 1668; Diesboni nuntii... Uo. 1676.; Vade Daniel ... Uo. 1677.; Catastrophe ... Lipsiae, 1678.; Pia Vota ... Uo. 1679.; Applausus ... Uo. 1682.; Kemmel J., Genuinus Ministrorum Verbi... Uo. 1862.; Serta Parnassia... Uo. 1682 (görögül); Thalassius... Wittebergae, 1687. és Die Sieges Zeugen ... Leipzig. 1695 (görögül) c. munkákban.